# COMPASS-Experiment

Logo des CERN

Das COMPASS-Experiment am CERN in Genf untersucht die Spinstruktur des Protons durch tiefinelastische Myon-Proton-Streuung.
Insbesondere werden die Spinbeiträge der Quarks und Gluonen untersucht, ebenso wie die Beiträge durch deren Bahndrehimpulse.
- COMPASS steht für Common Muon Proton Apparatus for Structure and Spectroscopy.
- COMPASS begann seine Datenaufnahme im Sommer 2002.